# Gara Vințu de Jos
Gara Vințu de Jos este o gară care deservește municipiul Vințu de Jos, județul Alba, România. Imediat la est de gară se află un important nod feroviar cu direcții spre Sibiu, Alba-Iulia și Deva.